# یوکی اودا
یوکی اودا (ژاپنی: 上田 悠起؛ زادهٔ ۲۰ سپتامبر ۱۹۹۶) یک بازیکن فوتبال اهل ژاپن است.
از باشگاه‌هایی که در آن بازی کرده‌است می‌توان به باشگاه فوتبال یوکوهاما اشاره کرد.